# Gharaunda
Gharaunda là một thành phố và là nơi đặt ủy ban đô thị (municipal committee) của quận Karnal thuộc bang Haryana, Ấn Độ.

## Địa lý
Gharaunda có vị trí 29°32′B 76°58′Đ / 29,54°B 76,97°Đ Nó có độ cao trung bình là 213 mét (698 feet).

## Nhân khẩu
Theo điều tra dân số năm 2001 của Ấn Độ, Gharaunda có dân số 30.179 người. Phái nam chiếm 54% tổng số dân và phái nữ chiếm 46%. Gharaunda có tỷ lệ 67% biết đọc biết viết, cao hơn tỷ lệ trung bình toàn quốc là 59,5%: tỷ lệ cho phái nam là 74%, và tỷ lệ cho phái nữ là 59%. Tại Gharaunda, 14% dân số nhỏ hơn 6 tuổi.